# Ordine delle cariche della Repubblica Italiana

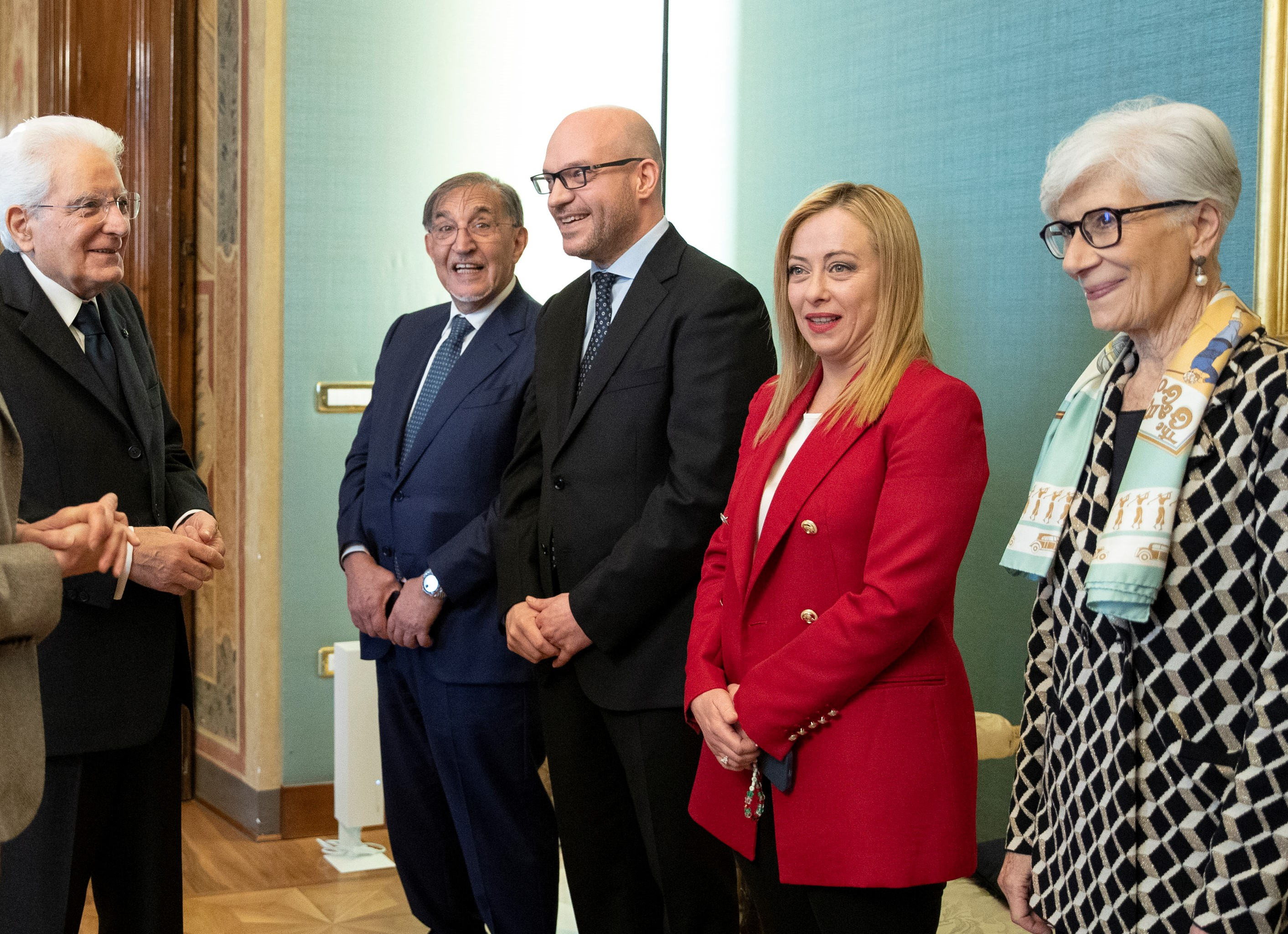
Le alte cariche dello Stato; da sinistra: Mattarella, La Russa, Fontana, Meloni e Sciarra (8 marzo 2023).

L'ordine delle cariche della Repubblica Italiana è strutturato in base alla rilevanza della carica e alla tipologia della cerimonia.

## Storia
La definizione delle precedenze fra le cariche pubbliche era in uso nella Corte sabauda ed ebbe una regolamentazione organica dopo l'unità d'Italia con il regio decreto 19 aprile 1868, n. 4349, e dopo l'avvento del fascismo con il R.D. 16 dicembre 1927, n. 2210.
Con la nascita della Repubblica Italiana divenne necessario riscrivere completamente il testo, a causa del profondo cambiamento nelle istituzioni nazionali. Alcide De Gasperi, in qualità di presidente del Consiglio dei ministri, emanò la circolare n. 92019/12840-16 del 26 dicembre 1950 per regolamentare, "sia pure provvisoriamente"', la materia.
Nonostante la dichiarata provvisorietà della circolare del 1950, la regolamentazione organica delle precedenze è stata emanata solo dopo 55 anni con il D.P.C.M. del 14 aprile 2006 recante Disposizioni generali in materia di cerimoniale e disciplina delle precedenze tra le cariche pubbliche. Questo decreto è stato modificato e integrato dal D.P.C.M. del 16 aprile 2008.

## Ordinamento del 1950
In linea con il suo carattere "provvisorio", l'ordine delle precedenze del 1950 era relativo solo alle prime quattro categorie; queste erano a loro volta suddivise in 9 classi e 44 posizioni.

### Categoria I
Presidenti delle due Camere – Presidente del Consiglio dei ministri – Presidente della Corte costituzionale.

### Categoria II
1ª Vicepresidenti delle due Camere – Ministri segretari di Stato.

2ª Sottosegretari di Stato – Alti Commissari e Commissario per il turismo – Membri degli uffici di presidenza delle due Camere.

3ª Presidenti delle regioni e delle assemblee regionali.

4ª Primo presidente della Corte di cassazione – Presidente del Consiglio di Stato – Procuratore generale della Corte di cassazione – Presidente della Corte dei conti – Avvocato generale dello Stato – Capo di stato maggiore della difesa.

### Categoria III
1ª Membri del Parlamento nazionale.

2ª Segretario generale della Presidenza della Repubblica – Segretari generali delle due Camere – Presidente dell'Accademia dei Lincei – Ambasciatori.

### Categoria IV
1º Presidente del Consiglio nazionale delle ricerche – Capi di stato maggiore dell'Esercito, della Marina e dell'Aeronautica – Presidente del Tribunale supremo delle acque – Primi presidenti e Procuratori generali delle Corti di appello – Presidenti del Tribunale supremo militare e Procuratore generale militare – Presidenti di sezione della Corte di cassazione ed equiparati – Presidenti di sezione e Procuratore generale della Corte dei conti – Vice avvocati generali dello Stato – Prefetti in sede.

2ª Presidenti dei consigli superiori dei ministeri – Segretari generali dei ministeri – Capo della polizia – Generali di corpo d'armata e gradi corrispondenti della Marina e dell'Aeronautica – Rettori delle università – Ordinario militare.

## Ordinamento del 2006/2008
La disciplina del 2006, come aggiornata nel 2008, distingue fra cerimonie nazionali e cerimonie territoriali.
Vengono considerate cerimonie nazionali quelle che hanno luogo in occasione di feste nazionali o di funerali di Stato, nonché quelle a cui partecipi il Capo dello Stato o una delle autorità comprese nella prima categoria; vengono considerate territoriali tutte le altre cerimonie.
Sono previste regole particolari in caso di presenza di autorità straniere.

### Cerimonie nazionali
Per le cerimonie nazionali le cariche sono suddivise in 7 categorie e 121 classi con circa 200 posizioni; l'ordine di precedenza è quello riportato di seguito (i nominativi sono aggiornati al 21 gennaio 2025).
Al vertice dell'ordine delle precedenze vi è il
- Presidente della Repubblica, Sergio Mattarella

#### Prima categoria
- (Cardinali e Principi ereditari di Case regnanti)[8]
- Presidenti delle Camere[9] (A1)
  - Presidente del Senato della Repubblica, Ignazio La Russa
  - Presidente della Camera dei deputati, Lorenzo Fontana
- Presidente del Consiglio dei ministri, Giorgia Meloni (A2)
- Presidente della Corte costituzionale, Giovanni Amoroso (A3)
- Presidenti emeriti della Repubblica[10] (A4)

#### Seconda categoria
- Vicepresidenti delle Camere (B1)
  - Vicepresidenti del Senato della Repubblica,[11] Gian Marco Centinaio, Licia Ronzulli, Anna Rossomando e Maria Domenica Castellone
  - Vicepresidenti della Camera dei deputati,[11] Fabio Rampelli, Giorgio Mulé, Anna Ascani e Sergio Costa
- Vicepresidenti del Consiglio dei ministri (B2), Antonio Tajani e Matteo Salvini
- Vicepresidenti della Corte costituzionale (B3), Francesco Viganò e Luca Antonini[12]
- Ministri della Repubblica[13] (B4)
  - Ministro degli affari esteri e della cooperazione internazionale[14]
  - Ministro dell'interno, Matteo Piantedosi
  - Ministro della giustizia, Carlo Nordio
  - Ministro della difesa, Guido Crosetto
  - Ministro dell'economia e delle finanze, Giancarlo Giorgetti
  - Ministro delle imprese e del made in Italy, Adolfo Urso
  - Ministro dell'agricoltura, della sovranità alimentare e delle foreste, Francesco Lollobrigida
  - Ministro dell'ambiente e della sicurezza energetica, Gilberto Pichetto Fratin
  - Ministro delle infrastrutture e dei trasporti[15]
  - Ministro del lavoro e delle politiche sociali, Marina Elvira Calderone
  - Ministro dell'istruzione e del merito, Giuseppe Valditara
  - Ministro dell'università e della ricerca, Anna Maria Bernini
  - Ministro della cultura, Alessandro Giuli
  - Ministro della salute, Orazio Schillaci
  - Ministro del turismo, Daniela Garnero Santanchè
  - Ministro per i rapporti con il Parlamento, Luca Ciriani
  - Ministro per la pubblica amministrazione, Paolo Zangrillo
  - Ministro per gli affari regionali e le autonomie, Roberto Calderoli
  - Ministro per la protezione civile e le politiche del mare, Sebastiano Musumeci
  - Ministro per gli affari europei, le politiche di coesione e il PNRR, Tommaso Foti
  - Ministro per lo sport e i giovani, Andrea Abodi
  - Ministro per la famiglia, la natalità e le pari opportunità, Eugenia Maria Roccella
  - Ministro per le disabilità, Alessandra Locatelli
  - Ministro per le riforme istituzionali e la semplificazione normativa, Maria Elisabetta Alberti Casellati
  - Segretario del Consiglio dei ministri,[16] Alfredo Mantovano[17]
- Decano del corpo diplomatico,[18] Petar Rajič[19] (B5)
- Ambasciatore del paese cui la cerimonia si riferisce[20] (B5)
- Ambasciatori d'Italia nella loro sede di titolarità (B5)
- Presidente della giunta regionale[21] (in sede) (B6)
- Giudici della Corte costituzionale[22] (B7)
- Ambasciatori accreditati presso lo Stato italiano (B8)
- Presidente del Consiglio regionale[23] (in sede) (B9)
- Viceministri della Repubblica[17][24] (B10)
- Vicepresidente del Consiglio superiore della magistratura, Fabio Pinelli[25] (B11)
- Primo presidente della Corte suprema di cassazione, Margherita Cassano[26] (B12)
- Presidente del Consiglio nazionale dell'economia e del lavoro, Renato Brunetta[27] (B13)
- Parlamentari membri degli Uffici di presidenza delle due Camere (B14)
- Sottosegretari di Stato[28] (B15)
- Presidente della giunta regionale[29] (fuori sede) (B16)
- Senatori a vita,[30] Liliana Segre, Carlo Rubbia, Renzo Piano, Mario Monti ed Elena Cattaneo[31] (B17)
- Presidenti dei gruppi parlamentari[11] (B18)
- Presidenti di commissioni, comitati e delegazioni parlamentari bicamerali[11] (B19)
- Presidenti di giunte e commissioni parlamentari[11] (B20)
- Presidente del Consiglio regionale[32] (fuori sede) (B21)

#### Terza categoria
- Presidente del Consiglio di Stato, Luigi Maruotti[33] (C1)
- Presidente della Corte dei conti, Guido Carlino[34] (C2)
- Procuratore generale della Corte suprema di cassazione, Giovanni Salvi[35] (C3)
- Presidenti Autorità indipendenti[36] (C4)
  - Presidente dell'Autorità per le garanzie nelle comunicazioni, Giacomo Lasorella[37]
  - Presidente della Commissione di garanzia dell'attuazione della legge sullo sciopero nei servizi pubblici essenziali, Giuseppe Santoro-Passarelli[38]
  - Presidente dell'Autorità garante della concorrenza e del mercato, Roberto Rustichelli[39]
  - Presidente dell'Autorità di regolazione per energia reti e ambiente, Stefano Besseghini[40]
  - Garante per la protezione dei dati personali, Pasquale Stanzione[41]
  - Presidente dell'Autorità nazionale anticorruzione, Giuseppe Busia[42]
  - Presidente della Commissione nazionale per le società e la Borsa, Paolo Savona[43]
  - Presidente dell'Istituto per la vigilanza sulle assicurazioni, Luigi Federico Signorini[44]
  - Garante per l'infanzia e l'adolescenza, Carla Garlatti[45]
  - Presidente dell'Autorità di regolazione dei trasporti, Nicola Zaccheo[46]
- Governatore della Banca d'Italia, Fabio Panetta[47] (C4)
- Avvocato generale dello Stato, Gabriella Palmieri Sandulli[48] (C5)
- Capo di stato maggiore della difesa, Luciano Portolano[49] (C6)
- Commissari straordinari del Governo (C7)
- Senatori e deputati[11] (C8)
- Membri del Parlamento europeo (C8)
- Segretario generale (C9)
  - Segretario generale della Presidenza della Repubblica, Ugo Zampetti[50]
  - Segretario generale del Senato della Repubblica, Federico Silvio Toniato [51]
  - Segretario generale della Camera dei deputati, Fabrizio Castaldi[52]
  - Segretario generale della Presidenza del Consiglio dei ministri, Carlo Deodato[53]
  - Segretario generale della Corte costituzionale, Umberto Zingales[54]
- Presidente di Unioncamere, Andrea Prete[55] (C10)
- Presidente dell'Accademia Nazionale dei Lincei, Roberto Antonelli[56] (C11)
- Presidente del CNR, Maria Chiara Carrozza[57] (C12)

#### Quarta categoria
- Prefetto, in sede (D1)
- Sindaco, in sede (D2)
- Presidente della provincia, in sede (D3)
- Presidente della Corte d'appello, in sede (D4)
- Vescovo della diocesi[58] (D5)
- Segretario generale del Ministero degli affari esteri,[59] Riccardo Guariglia[60] (D6)
- Segretari generali dei ministeri[61] (D6)
- Capi di gabinetto dei ministeri[61] (D7)
- Capo della Polizia, Vittorio Pisani[62] (D7)
- Ambasciatori d'Italia titolari di rappresentanza diplomatica[63] (D8)
- Capo di stato maggiore dell'Esercito, Carmine Masiello[64] (D9)
- Capo di stato maggiore della Marina Militare, Enrico Credendino[65] (D9)
- Capo di stato maggiore dell'Aeronautica Militare, Antonio Conserva[66] (D9)
- Comandante generale dell'Arma dei Carabinieri, Salvatore Luongo[67] (D9)
- Segretario generale della difesa, Fabio Mattei[68] (D9)
- Vicepresidente Giunta regionale, in sede (D10)
- Vicepresidente Consiglio regionale, in sede (D10)
- Premi Nobel (D11)
- Comandante generale della Guardia di Finanza, Andrea De Gennaro[69] (D12)
- Direttore generale del Dipartimento delle informazioni per la sicurezza, Vittorio Rizzi[70] (D12)
- Generali di Corpo d'armata e gradi corrispondenti delle altre Forze armate (D12)
- Presidente del Consiglio di presidenza della magistratura tributaria, Antonio Leone[71] (D13)
- Vicepresidente del Consiglio della magistratura militare, David Brunelli[72] (D14)
- Vicepresidente del Consiglio di presidenza della giustizia amministrativa, Marcello Maggiolo[73] (D14)
- Vicepresidente del Consiglio di presidenza della Corte dei conti, Andrea Manzella (D14)
- Presidente aggiunto della Corte suprema di cassazione, Paolo Vittoria (D15)
- Procuratore generale aggiunto della Corte suprema di cassazione (D15)
- Presidente del Tribunale Superiore delle acque pubbliche, Francesco Tirelli[74] (D15)
- Procuratore generale militare presso la Corte suprema di cassazione, Antonino Intelisano (D15)
- Presidente aggiunto del Consiglio di Stato, Carmine Volpe[75] (D15)
- Presidente aggiunto della Corte dei conti, Tommaso Miele[76] (D15)
- Procuratore generale della Corte dei conti, Angelo Canale[77] (D15)
- Avvocato generale aggiunto dello Stato, Leonello Mariani[78] (D15)
- Presidente Corte militare d'appello Vito Nicolò Diana (D15)
- Presidente Commissione tributaria centrale, (D15)
- Vicepresidenti CNEL, Floriano Botta, Gianna Fracassi[79] (D16)
- Presidenti o segretari nazionali non parlamentari dei partiti politici rappresentati in Parlamento (D17)
- Presidente della Confindustria, Emanuele Orsini[80] (D18)
- Segretari generali dei sindacati maggiormente rappresentativi a livello nazionale (D19)
- Scienziati, umanisti, artisti di chiarissima fama (D20)
- Industriali di assoluta eminenza a livello nazionale (D21)
- Presidente nazionale dell'Associazione Nazionale Comuni Italiani, Antonio Decaro[81] (D22)
- Presidente nazionale dell'Unione delle province d'Italia, Michele De Pascale[82] (D22)
- Presidente nazionale dell'Unione nazionale comuni, comunità, enti montani, Marco Bussone[83] (D22)
- Ambasciatori di grado (D23)

#### Quinta categoria
- Assessori regionali, in sede
- Capi dipartimento dei ministeri
- Presidenti titolari di sezione delle magistrature superiori, Procuratore generale aggiunto della Corte dei conti, Procuratore generale della Repubblica presso la Corte d'appello in sede
- Presidente della Camera di commercio, industria, artigianato e agricoltura, in sede
- Rettore dell'Università, in sede
- Comandante generale delle Capitanerie di porto, Direttore dell'Agenzia informazioni e sicurezza esterna, Direttore dell'Agenzia informazioni e sicurezza interna, Ispettori generali dell'Esercito e incarichi corrispondenti delle altre Forze armate
- Presidenti degli enti pubblici nazionali anche economici
- Componenti del Consiglio superiore della magistratura
- Componenti del Consiglio della magistratura militare, dei Consigli di presidenza della Giustizia amministrativa, della Corte dei conti e della Giustizia tributaria
- Presidente della Conferenza dei rettori delle università italiane
- Consoli di carriera
- Presidente del Tribunale Amministrativo Regionale T.A.R. o sua sezione staccata, in sede
- Presidenti della Sezione giurisdizionale regionale e della Sezione regionale di controllo della Corte dei conti, in sede
- Procuratore generale presso la Corte militare d'appello
- Cancelliere dell'Ordine al merito della Repubblica italiana
- Presidente del Consiglio nazionale forense
- Presidenti dei Consigli superiori dei ministeri e Presidente del Consiglio superiore delle Forze armate
- Direttori degli uffici statali interregionali e Comandanti militari interregionali, in sede
- Avvocato distrettuale dello Stato, in sede
- Ordinario militare per l'Italia
- Membri dell'Ufficio di presidenza del consiglio regionale, in sede
- Presidenti di commissioni consiliari e giunte consiliari regionali, in sede
- Presidenti dei gruppi consiliari regionali, in sede
- Vice segretari generali degli organi costituzionali
- Segretari generali del Consiglio supremo di difesa, del Consiglio superiore della magistratura, della Corte suprema di cassazione e della Procura generale presso la Corte di cassazione, del C.N.E.L., del Consiglio di Stato, della Corte dei conti, del Consiglio della magistratura militare, delle Autorità garanti indipendenti e dell'Avvocatura dello Stato
- Vice segretari generali dei ministeri
- Cariche statali aventi qualifica o grado corrispondente a generale di Corpo d'Armata, purché titolari di incarico a rilevanza esterna

#### Sesta categoria
- Decorati di medaglia d'oro al Valore militare e al Valore civile
- Direttori generali delle Agenzie fiscali
- Direttori generali titolari dei ministeri
- Presidente del Consiglio comunale, in sede
- Presidente del Consiglio provinciale, in sede
- Direttori generali degli enti pubblici nazionali anche economici
- Presidente o Direttore generale di agenzie governative
- Procuratore regionale della Corte dei conti, in sede
- Presidente della Commissione tributaria regionale, in sede
- Presidente del Tribunale, in sede
- Procuratore della Repubblica presso il Tribunale, in sede
- Presidente del Tribunale per i minorenni, Presidente del Tribunale di sorveglianza, in sede
- Procuratore della Repubblica presso il Tribunale per i minorenni, in sede
- Questore della provincia, in sede, Direttori regionali degli uffici statali compresi i Comandanti militari regionali, in sede
- Consiglieri regionali, in sede
- Garanti eletti dal Consiglio regionale, in sede, Difensore civico regionale, in sede
- Segretari generali della Giunta e del Consiglio regionale, in sede
- Cariche statali aventi qualifica o grado corrispondente a generale di Divisione, purché titolari di incarico a rilevanza esterna

#### Settima categoria
- Direttori provinciali degli uffici statali compresi i Comandanti militari provinciali, in sede
- Presidenti degli ordini professionali nazionali
- Consoli onorari
- Presidenti delle associazioni nazionali combattentistiche e d'arma riconosciute dal Ministero della difesa
- Segretario generale Unioncamere
- Presidente del Magistrato per il Po, Presidente del Tribunale regionale delle acque pubbliche, in sede
- Presidente della Commissione tributaria provinciale, in sede
- Presidente dell'Autorità portuale, presidente dell'Autorità di bacino, in sede
- Presidente di delegazione della Banca d'Italia, in sede
- Presidi di Facoltà universitarie, in sede
- Vice sindaco, Vice presidente della provincia, Vice presidenti del Consiglio provinciale e comunale, in sede
- Presidente della Comunità montana, in sede
- Assessori comunali e provinciali, in sede
- Difensore civico comunale e provinciale, in sede
- Segretario generale di comune capoluogo e Segretario generale della provincia, in sede
- Cariche statali aventi qualifica o grado corrispondente a generale di Brigata, purché titolari di incarico a rilevanza esterna

### Cerimonie territoriali
Per le cerimonie territoriali le cariche sono suddivise in 5 categorie (A÷E) e 75 classi con circa 100 posizioni.
Di seguito si riportano le cariche della categoria A:
- Vicepresidenti ovvero altri rappresentanti ufficiali degli organi costituzionali
- Presidente della Giunta regionale e Presidente della Provincia autonoma di Trento o di Bolzano
- Presidente del Consiglio regionale e Presidente del Consiglio provinciale di Trento o di Bolzano
- Ministri[84]
- Vice ministri e Sottosegretari di Stato
- Membri del Parlamento nazionale e del Parlamento europeo
- Sindaco
- Prefetto
- Presidente della provincia
- Presidente della Corte di appello
- Vescovo della diocesi

### Rango delle cariche estere
Le autorità europee e straniere che intervengono nelle cerimonie pubbliche seguono immediatamente le autorità italiane che rivestono cariche omologhe.
I Presidenti del Parlamento europeo, del Consiglio europeo, del Consiglio dei ministri dell'Unione europea, della Commissione europea e della Corte di giustizia dell'Unione europea seguono immediatamente le cariche appartenenti alla prima categoria dell'ordine nazionale di precedenza.
I principi ereditari di Case regnanti, così come i cardinali della Chiesa cattolica, hanno rango immediatamente seguente a quello del Presidente della Repubblica.